# Європейська народна партія Молдови
Європейська народна партія Молдови (рум. Partidul Popular European din Moldova, PPEM) — політична партія в Молдові. Утворена 26 липня 2015.

## Керівництво
- Юріє Лянке — голова ЕНПМ.
- Євген Карпов — віце-голова ЕНПМ.
- Руслан Кодряну — віце-голова ЕНПМ.
- Євген Струза — віце-голова ЕНПМ.
- Міхай Кепецине — генеральний секретар ЕНПМ.

## Історія
26 лютого 2015 Юріє Лянке оголосив про вихід із Ліберал-демократичної партії Молдови через те, що нинішня ЛДПМ дуже різниться від партії, яка була в останні роки. Також причиною є те, що ЛДПМ порушила обіцянку громадянам не співробітничати з Партією комуністів, а також через призначення монітарного керівництва із  ЛДПМ та ДПМ, яких підтримали комуністи. Будучи призначеним кандидатом на посаду прем’єр-міністра на другий термін, Юріє Лянке ґрунтувався на підтримці проєвропейських партій, включаючи Ліберальну партію, а не на підтримці комуністів .
Після уходу із Ліберал-демократичної партії Юріє Лянке оголосив про створення нового політичного проекту . У відповідь на цю заяву, представники ЛДПМ стали реєструвати можливі назви нової партії в Агентстві інтелектуальної власності Молдови . Серед засновників партії є більшість із тих, хто пішов із ЛДПМ, із складу керівництва Лянке, а також екс-міністр молоді та спорту Октавіан Цику та політичний аналітик, у минулому політик Оазу Нантой.
26 липня 2015 відбувся установчий з’їзд Європейської Народної партії Молдови, на якому головою партії був обраний екс-прем’єр-міністр Республіки Молдова Юріє Лянке, а першим віце-головою — екс-віце-прем’єр-міністром по реінтеграції Євгеній Карпов . 14 августа 2015 Міністерство юстиції Республіки Молдова зареєструвало партію . 21 серпня 2015 із партії пішов Октавіан Цику. 19 вересня 2015 відбулося перше засідання Національної політичної ради партії, на якому були призначені чотири віце-голови, політичне бюро, генеральний секретар, національний і міжнародний секретар.

## Результати на виборах
Напередодні місцевих виборів 2015, зважаючи на те, що партія не була зареєстрована, ЄНПМ ухвалила рішення взяти участь у виборах у складі сформованого Виборчого блоку «Європейська народна партія Молдови – Юріє Лянке». До блоку також увійшли Ліберал-реформаторська партія, Партія «Демократична дія» та партія «Демократія — дома». Однак 6 травня 2015 партія «Демократія — дома» оголосила про вихід зі складу блоку.
На загальних виборах 2015 блок отримав наступні результати: 
- Муніципальні та районні ради — 7,61 % голосів та 67 мандатів.
- Міські та селищні ради — 5,90 % голосів і 512 мандатів.

На виборах президента Республіки Молдова 2016 кандидатом став голова партії Юріє Лянке. У першому турі він набрав 44 065 голоси (3,11 %), зайняв четверте місце, і не пройшов до другого туру.